# Hard Times (romance)
'Hard Times - For These Times' (pt.: Tempos Difíceis) é o décimo romance de Charles Dickens, publicado em 1854. O livro é uma apreciação da sociedade inglesa e tem como objetivo dar destaque às pressões económicas e sociais daquele tempo. É o romance mais curto do autor e o único que não apresenta prefácio ou ilustrações. É ainda o seu único romance que não inclui qualquer cena em Londres.

## Contexto
Hard Times é incomum em vários aspectos. É, de longe, o mais curto dos romances de Dickens, quase um quarto do comprimento dos escritos imediatamente antes e depois. Ao contrário de todos, exceto um de seus outros romances, Hard Times não tem nem um prefácio nem ilustrações. Além disso, é o único romance que não se passa em Londres. Em vez disso, a história se passa na fictícia Coketown industrial vitoriana, uma milícia genérica do norte da Inglaterra, de certa forma semelhante a Manchester, embora menor. Coketown pode ser parcialmente baseada em Preston do século XIX.

Uma das razões de Dickens ter escrito Hard Times foi que as vendas de seu periódico semanal, Household Words, eram baixas, e esperava que a publicação do romance em parcelas aumentasse a circulação - como de fato provou ser o caso. Desde a publicação, recebeu uma resposta mista da crítica. Críticos como George Bernard Shaw e Thomas Macaulay concentraram-se principalmente no tratamento de Dickens sobre os sindicatos e seu pessimismo após a revolução industrial quanto à divisão entre os proprietários de fábricas capitalistas e os trabalhadores subvalorizados durante a era vitoriana. F. R. Leavis, um grande admirador do livro, incluiu - mas não o trabalho de Dickens como um todo - como parte de sua Grande Tradição de romances ingleses.